# Oecetis ochromelas
Oecetis ochromelas är en nattsländeart som beskrevs av Jacquemart 1957. Oecetis ochromelas ingår i släktet Oecetis och familjen långhornssländor. Inga underarter finns listade i Catalogue of Life.